# Yatê
Le yatê (ou fulniô) est une langue de la famille des langues macro-jê parlée au Brésil.

## Classification
Le yatê est un des sous-groupe de l'ensemble macro-jê. La langue est parlée parlé par les Amérindiens Yatê qui vivent dans l'État brésilien de Pernambuco.